# Fernando Manríquez
Fernando Alejandro Manríquez Hernández (Santiago del Cile, 1º febbraio 1984) è un calciatore cileno, centrocampista del Santiago Morning.

## Caratteristiche tecniche
È un centrocampista.

## Palmarès

### Club
- Campionato cileno di seconda divisione: 1

Santiago Morning: 2005